# Liesek
Liesek (Hongaars: Ljeszek) is een Slowaakse gemeente in de regio Žilina, en maakt deel uit van het district Tvrdošín.
Liesek telt 2.755 inwoners.